# Équipe des Léopards africains de rugby à XV
Pour les articles homonymes, voir Léopard (homonymie).
Ne doit pas être confondu avec Leopards (rugby à XV).
Les Léopards africains (ou en anglais African Leopards) sont une sélection internationale de rugby à XV, créée en 2005 par la Confédération africaine de rugby (RCA). Les Léopards sont la toute première sélection panafricaine de rugby à XV. 

## Histoire
Le concept a vu le jour en 2005 et l'équipe a disputé son premier match contre une équipe d'étudiants sud-africains le 23 juillet à Ellis Park en lever de rideau pour du match entre les Springboks et l'Australie. L'équipe pour le match inaugural représentait alors le Botswana, le Cameroun, le Kenya, Madagascar, le Maroc, la Namibie, le Sénégal, la Tanzanie, la Tunisie, l'Ouganda et la Zambie,. Le Zimbabwe et la Côte d'Ivoire n'ont pas été inclus car ils disputaient un match de qualification pour la Coupe du monde 2007. Le match est remporté 30-15 par les étudiants sudafricains. 
Lors de leur première tournée à l'étranger, ils battent la British Army 20 à 10 à Aldershot le 23 novembre 2006. Le match faisait partie des célébrations du centenaire de l'Army Rugby Union (1906-2006). 
Le 10 octobre 2007, ils jouent un troisième match contre l'Équipe de France des moins de 20 ans, remporté 17-12 par les africains. 
Initialement prévue pour jouer un match amical chaque année,, la sélection ne se réunit néanmoins pas après 2007. 

## Confrontations
| No | Date             | Lieu                                                   | Match                              | Score   | Compétition  |
| -- | ---------------- | ------------------------------------------------------ | ---------------------------------- | ------- | ------------ |
| 1  | 23 juillet 2005  | Édimbourg Afrique du Sud                               | Étudiants sud-africains – Léopards | 34 – 22 | Test match   |
| 2  | 23 novembre 2006 | Stade militaire d'Aldershot (en), Aldershot Angleterre | Armée britannique – Léopards       | 10 – 20 | Match amical |
| 3  | 10 octobre 2007  | Stade Saint-Symphorien à Metz France                   | France junior – Léopards           | 12 – 17 | Match amical |

## Résultats détaillées

### Étudiants sud-africains
| 23 juillet 2005 | Étudiants sud-africains                                                                                  | 30-15 | Léopards africains                                                          | Ellis Park, Johannesbourg Afrique du Sud |
| 23 juillet 2005 | Essai(s) : Spies, Matsaung, Olivier, Booysen Transformation(s) : Gallinetti 2 Pénalité(s) : Gallinetti 2 |       | Essai(s) : Lloyd, Duvenhage Transformation(s) : Sargos Pénalité(s) : Sargos | Ellis Park, Johannesbourg Afrique du Sud |
| 23 juillet 2005 | |       |                                                                             | Ellis Park, Johannesbourg Afrique du Sud |

| Étudiants sud-africain Titulaires Michael Gallinetti (Madibaz) 15 Pierre Spies (Tukkies) 14 Lafras Uys (Tukkies) 13 Thabang Molefe (TUT) 12 Mpho Matsaung (TUT) 11 Naas Olivier (af) (Pukke) 10 Mthunzi Mashalaba (Bush) 9 Nelis Nel (Pukke) 8 Craig Kleu (UCT) 7 Frikkie Maartens (Johannesburg) 6 Gerhard Mostert (Pukke) 5 Bosman Grobler (Tukkies) 4 Nico de Villiers (Maties) 3 Louwtjie Louw (Shimlas) 2 Kalafo Tlaitane (Tukkies) 1 Remplaçants Henoe Stoffberg (Maties) 16 Brendan Booysen (CPUT) 17 Michael Killian (Madibaz)18 Damien Cloete (CPUT) 19 Henry Grimes (TUT) 20 Tembelani Mayosi (UCT) 21 Marthinus van der Westhuizen (en) (Madibaz) 22 |  |  |  | Léopards africains Titulaires 15 Steeve Sargos 14 Allan Musoke (en) 13 Hicham Housni 12 Hendrik Meyer 11 Hary Nirina Jacquot 10 Morné Steyn 9 Ismaeel Dolley 8 Abdel Boutaty 7 Jean-Emmanuel Bahoken 6 Wolfie Duvenhage 5 Yogane Corréa 4 John Lloyd 3 Arnauld Tchougong 2 Djalil Narjissi 1 Heinke van der Merwe Remplaçants 16 Jeremy Desai 17 Harry Vermaas 18 Cliff Milton 19 Neorgeyundo Armitage 20 Ryan de la Harpe (en) 21 Innocent Simiyu (en) 22 Kaïs Aissa |

### Armée britannique
- 23 novembre 2006 Léopards 20-10 Armée britannique, stade militaire d'Aldershot, Aldershot.

Les essais ont été marquées pour les Léopards par le capitaine, deuxième ligne de la Tanzanie, John Lloyd et par le demi de mêlée du Maroc, Jawad. Le demi d'ouverture de Namibie Emile Wessels a ensuite  passé deux conversions et deux autres pénalités. Malcolm Roberts a marqué le seul essai de l'armée qui a été converti par Mark Honeybun. 
(Le score de ce match est également répertorié comme 20-12) 
Équipes : 
Senior Army XV : 15 Sgt Malcolm Roberts (capitaine), 14 Spr Ben Suru, 13 Spr Peceli Nacamavuto, 12 Cpl Andrew Parkinson, 11 LCpl Eugene Viljoen, 10 LCpl James Balfrey, 9 LCpl Alipate Vakasawaqa, 8 Hldr Isoa Damudamu, 7 LCpl Maccu Koroiyadi, 6 Sdt Joe Kava, 5 Sdt Ledua Jope, 4 Cpl Benjamin Hughes, 3 Lcpl Melvin Lewis, 2 Cpl Jason Kemble, 1 Sig Ryan Grant. Remplacements : 16 Ben Hankinson, 17 Cpl John Beart, 18 Lt Mark Lee, 19 LBdr Gareth Gareth Libbey, 20 Capt Adrian Twyning, 21 Lt Mark Honeybun, 22 Slade-Jones 
Entraîneur : WO2 Andy Sanger 
Léopards africains : Steeve Sargos , Thierry Park , John Musoke , Allan Musoke (en) , JM Meyer (en) , Bakary Meité , John Lloyd  , Arnauld Tchougong , Jaouad Eziyar , Gareth Gilbert , Shingai Chiwanga , Jacques Burger , Edgar Babou (en) , Hamid Arif , Kaïs Aissa , Innocent Simiyu (en) , Mohamed Yosri Souguir , Kalafo Tlialane , Dan Weku , Emile Wessels 
Entraîneurs : Brendan Venter , Claude Saurel 

### Équipe de France des moins de 20 ans
Mercredi 10 octobre 2007, Stade Metz Saint Symphorien 
Les Léopards africains ont remporté 17-12 ce match amical. 
Effectif : Jacques Leitao , Cleopas Makotose ,, Neorgeyundo Armitage , Youssef Joudoul , Abdellatif Boutaty , Abdelkafi Abachri ,, Mohamed Dermouni ,, Johnathan Francke (en) , Wigan Marvin Pekeur , Steph Roberts (en) , Ali Guerraoui , Derrick Wamalwa ,, Dan Weku , Robert Sseguya ,,, Allan Musoke (en) , Steeve Sargos , Magname Koïta , Moussa Magassa ,,, Edgar Babou (en) , Bakary Meité , Mohamed Yosri Souguir , et Arnauld Tchougong . 
Équipe technique : Said Zniber (Manager, Maroc), Muhammed Sahraoui (Entraîneur, Tunisie), Abdelaziz Bougja (Président de la RCA, Chef de mission) et Paul Sigombe (Vice-président, Coordonnateur de la RCA)